# Geo-portaal

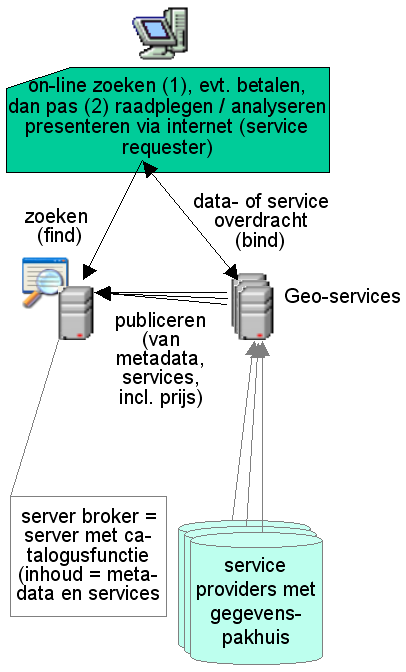
Deze GIS-architectuur toont zoals een geo-portaal behoort te zijn. Geo-informatie afkomstig van verschillende geo-services (zoals een Web Feature Service of een Web Map Service) die onderling géén direct verband hebben, kunnen door de eindgebruiker gevonden en gekozen worden. Daarna worden ze, al of niet na betaling, gecombineerd. Het is dus niet alleen een GIS-viewer, op basis van geo-services; het combineren vindt nergens anders plaats dan op de client.

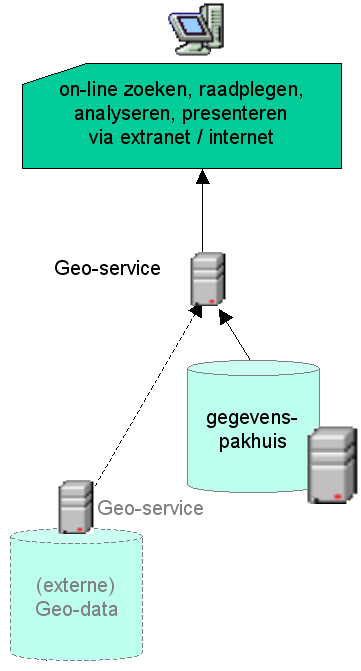
Deze GIS-architectuur toont zoals wat in de praktijk een geo-portaal vaak werkelijk is. Namelijk een viewer op basis van één of méér geo-services, zonder tussenkomst van een catalog-server / geo-portaal. Omdat de data in eigen huis is, en de data maar zelden echt via een service, door de eindgebruiker gekozen, kan worden toegevoegd, is dit feitelijk gezien niet meer dan een goede GIS-viewer gebaseerd op geo-service technieken. Het is feitelijk gezien géén geo-portaal.

Een geo-portaal is een portaal, oftewel een toegangspagina voor het kunnen vinden, (eventueel) betalen en het combineren van geo-informatie. Een geo-portaal geeft toegang tot geo-informatie via webservices, of specifieker, geo-services. Veelal gaat het bij het combineren nog om het combineren van kaartlagen, maar ook analyses, al of niet op de achtergrond, kunnen geleverd worden door de webservices. Een webservice is dienstverlening via het internet aan een client. Een geo-portaal is een bijzonder soort GIS. In principe is deze techniek alléén bedoeld indien geo-informatie van verschillende organisaties gecombineerd dient te worden, en men de gegevenspakhuizen (geo-databases) niet onderling wil uitwisselen. Het gaat dus specifiek niet om het combineren van geo-informatie in een geo-service, maar om het combineren van meerdere geo-services in een bijzonder soort webservice: een geo-portaal.

## Ander gebruik van de term geo-portaal
Op dit moment wordt de term ook gebruikt voor geo-services die veel geo-informatie combineren uit verschillende bronnen. In de tekst hieronder en met behulp van twee figuren wordt dit onderscheid duidelijk gemaakt. De term term geo-portaal wordt zo gebruikt voor de geo-loketten van Vlaanderen en het Franse Géoportail (zie Géoportail).

## Hoe werkt het?
Het bijzondere van een geo-portaal is in feite dat wát gecombineerd wordt, alleen op de 'client' (de computer van de eindgebruiker) gebeurt. Het geo-portaal faciliteert het proces, door de gebruiker slechts 'een window' te sturen, waarin de gegevens van de serviceproviders gecombineerd worden. De eindgebruiker hoeft deze serviceproviders voorafgaand aan de zoekopdracht - en ook daarna - geenszins te kennen. Serviceproviders stellen hun kaartlagen / locatiegegevens / analysetools - al of niet tegen betaling - ter beschikking aan een catalog-server. Deze maakt onderdeel uit van het geo-portaal. Op het geo-portaal vindt dankzij de juiste metadata de eindgebruiker de benodigde data. Zie eerste figuur.
De techniek staat bekend als 'publish, find and bind'. De serviceprovider publiceert, de gebruiker vindt ('find'), en het geo-portaal combineert ('bind').
Bijzondere voordelen van deze techniek van Geo-informatie-voorziening zijn:
- data blijft bij de bron. De data wordt niet fysiek geleverd.
- de geo-informatie wordt via open standaarden voor webservices geleverd. Daardoor kan de via het web overgedragen data door elke andere service / client (mits geautoriseerd) anders / innovatiever gebruikt worden dan wellicht in eerste instantie bedoeld. Dit komt de ontwikkeling en de zogenaamde interoperabiliteit (uitwisselbaarheid) ten goede.
- via metadata is duidelijk hoe en of de onderzoeker / gebruiker de gegevens kan gebruiken / combineren.

## Voorbeeld
Stel iemand is op zoek naar een huis van een bepaalde maximale waarde, in een wijk waarin het gemiddelde netto inkomen boven een bepaald bedrag is en welke vanaf Utrecht - zijn/haar werkplek - met de auto binnen 40 minuten is te bereiken. In theorie kan dat wanneer een geo-portaal de volgende services ontsluit en combineert: een huizenlocatie-service (met selectiecriteria), een netwerkroutine-service, een CBS-service wijk-selectie, en een service met kaarten. Na de criteria te hebben opgegeven, komen alléén die locaties (die geo-informatie) die relevant is (zijn) in beeld.
De meeste websites (portalen / gis-viewers) die zich geo-portalen noemen zijn in feite relatief 'simpele' GIS-viewers (zoals in de tweede figuur).
Er zijn geavanceerde technieken nodig, veelal gebaseerd op open (GIS) standaarden, en er zijn afspraken nodig om dit soort geo-portalen tot een succes te maken. Een voorbeeld van het combineren van (geo-)services is Meteo-alarm, waarin de meteorologische instituten van de Europese Unie samenwerken en de services worden gecombineerd.

## INSPIRE
INSPIRE (Infrastructure for Spatial Information in Europe) is een initiatief van de Europese Commissie. Deelnemende landen werken hierin samen om standaarden te ontwikkelen, ervaringen te delen. Op de site is een (geografisch en administratief) zoekmechanisme te vinden waarop daadwerkelijk geo-informatie kan worden gecombineerd. Het aantal aanbieders en de functionaliteit van deze site is nog in ontwikkeling. Het is dan ook nog geen commerciële toepassing; er hoeft niet betaald te worden.

## Nederland
Nederland beschikt ook over een nationaal geo-portaal, Publieke Dienstverlening Op de Kaart (PDOK). Topografische kaarten van Nederland kunnen bekeken worden met de PDOK-viewer, en allerhande digitale geo-informatieproducten kunnen worden gedownload in een open formaat, waaronder bijvoorbeeld de TOP10NL, een gedetailleerd topografisch bestand van Nederland.
Verder is er de niet-commerciële geo-service Wateratlas van de gemeenten Leeuwarden en Sneek. Services van verschillende organisaties (in plaats van data van verschillende organisaties), te weten provincie, het waterschap en twee gemeenten, worden gecombineerd op de client, na raadpleging van de wateratlas. Het doel is dat beleidsmakers hun plannen en beleid op het gebied van de ruimtelijke ordening gezamenlijk kunnen inzien en afstemmen.
Andere, meer recente, voorbeelden zijn verkiezingskaart, waarop alle uitslagen van Tweede Kamerverkiezingen per gemeente van het afgelopen decennium staan (die is er ook in iPhone-applicatie) en Vaarkaart Amsterdam, een interactieve kaart voor het vaarwater van Amsterdam, met onder meer bruggen en sluizen, inclusief 360 graden panorama's, doorgaande vaarroutes en informatie voor de pleziervaart (zoals jachthavens, tankstations, oplaadpunten etc.) en voor de beroepsvaart zoals vrije ligplaats weekend, auto van boord.